# Paweł Zagrodnik
Paweł Zagrodnik (ur. 10 września 1987 w Rudzie Śląskiej) – polski judoka. Olimpijczyk. Wielokrotny medalista mistrzostw Polski w rywalizacji seniorów i juniorów. Brązowy medalista Mistrzostw Europy w Judo 2012 w rywalizacji drużynowej.
Paweł Zagrodnik starty międzynarodowe rozpoczął w 2006 roku. W tym samym roku zdobył pierwszy medal imprezy międzynarodowej w karierze. W mistrzostwach Europy do lat 20 rozgrywanych we wrześniu tego roku w Tallinnie zajął 3. miejsce w kategorii do 66 kg. Kolejny medal zdobył rok później. W listopadzie 2007 roku w Salzburgu zajął 3. miejsce w mistrzostwach Europy do lat 23 w kategorii do 66 kg. W listopadzie 2009 roku zdobył kolejny medal tej imprezy, zajmując 2. pozycję w kategorii do 66 kg w zawodach rozegranych w Antalyi. W kwietniu 2012 roku zdobył brązowy medal Mistrzostw Europy w Judo 2012 w rywalizacji drużynowej.
W lipcu 2012 roku Zagrodnik wziął udział w rywalizacji judoków rozgrywanej w ramach Letnich Igrzyskach Olimpijskich 2012. Startując w kategorii do 66 kg przegrał walkę o brązowy medal z Japończykiem Masashi Ebinumą i został ostatecznie sklasyfikowany na 5. pozycji. Na igrzyskach wystąpił zastępując Tomasza Kowalskiego, który kilka miesięcy przed zawodami uległ wypadkowi motocyklowemu.
Paweł Zagrodnik jest zawodnikiem klubu Czarni Bytom. Jego trenerem klubowym jest Marian Tałaj.